# BMX aux Jeux olympiques d'été de 2024
Navigation
Tokyo 2020 Los Angeles 2028
Le BMX aux Jeux olympiques d'été de 2024 est l'une des épreuves de cyclisme au programme des Jeux olympiques d'été de 2024 à Paris, en France. Il se compose de deux disciplines : le racing, épreuve olympique depuis 2008, et le freestyle, olympique pour la première fois lors des jeux de 2020. Les épreuves ont lieu du 30 juillet 2024 au 2 août 2024.

## Préparation de l'événement

### Lieu de la compétition
Les épreuves de BMX freestyle se déroulent sur la place de la Concorde où des tribunes provisoires accueilleront les spectateurs pour les sports les plus urbains comme le Basket-ball 3x3, le Breakdance ou le Skateboard.
Le BMX racing se déroulera au stade BMX de Saint-Quentin-en-Yvelines, un stade entièrement couvert dédié au BMX et partie du vélodrome de Saint-Quentin-en-Yvelines.

### Modifications des épreuves
Les quotas changent en BMX freestyle pour passer de 9 concurrents à 12 par épreuve.

## Qualifications

### Processus de qualifications

#### BMX racing
Le processus de qualifications aux Jeux olympiques s'appuie sur le classement UCI avec des quotas allant de trois à un sportif par CNO. Les championnats du monde 2023 et 2024 délivre un quota ainsi que les championnats continentaux d'Afrique, d'Amériques et d'Asie.
| Compétition | Compétition                            | Date                 | Lieu      |
| ----------- | -------------------------------------- | -------------------- | --------- |
| BMX racing  | Championnats d'Asie de BMX 2023        | 16 juillet 2023      | Tagaytay  |
| BMX racing  | Championnats d'Afrique de BMX 2023     | 15-16 septembre 2023 | Zimbabwe  |
| BMX racing  | Championnats panaméricains de BMX 2023 | 27 mai 2023          | Riobamba  |
| BMX racing  | Championnats du monde de BMX 2023      | 3-13 août 2023       | Glasgow   |
| BMX racing  | Championnats du monde de BMX 2024      | Mai-juin 2024        | Rock Hill |
| BMX racing  | Classements UCI de BMX racing          | 4 juin 2024          | NC        |

Le pays hôte qualifie au moins un coureur de chaque sexe et une invitation est émise pour un comité national non encore qualifié.

#### BMX freestyle
En BMX freestyle, cinq concurrents sont sélectionnés via une victoire aux série d'épreuves de qualification olympique. Les autres places sont acquises via les championnats du monde 2022 et 2023.
| Compétition   | Compétition                                               | Date               | Lieu      |
| ------------- | --------------------------------------------------------- | ------------------ | --------- |
| BMX freestyle | Championnats du monde de cyclisme urbain 2022             | 9-13 novembre 2022 | Abou Dabi |
| BMX freestyle | Championnats du monde de cyclisme urbain 2023             | 3-13 août 2023     | Glasgow   |
| BMX freestyle | Série d'épreuves de qualification olympique BMX freestyle | Mars-juin 2024     |           |

Le pays hôte qualifie au moins un coureur de chaque sexe et une invitation est émise pour un comité national non encore qualifié.

## Déroulement de la compétition

### Programme
| Compétition ↓ / Date → | Compétition ↓ / Date → | Sam 27 | Dim 28 | Lun 29 | Mar 30 | Mer 31 | Jeu 1 | Jeu 1 | Ven 2 | Ven 2 | Sam 3 | Dim 4 |
| ---------------------- | ---------------------- | ------ | ------ | ------ | ------ | ------ | ----- | ----- | ----- | ----- | ----- | ----- |
| BMX freestyle          | Hommes                 |        |        |        | Q      | F      |       |       |       |       |       |       |
| BMX freestyle          | Femmes                 |        |        |        | Q      | F      |       |       |       |       |       |       |
| BMX racing             | Hommes                 |        |        |        |        |        | ¼     | R     | ½     | F     |       |       |
| BMX racing             | Femmes                 |        |        |        |        |        | ¼     | R     | ½     | F     |       |       |

### Résultats
| Podiums   | Or                    | Argent               | Bronze                 |
| --------- | --------------------- | -------------------- | ---------------------- |
| Hommes    |                       |                      |                        |
| Freestyle | José Torres Gil (ARG) | Kieran Reilly (GBR)  | Anthony Jeanjean (FRA) |
| Racing    | Joris Daudet (FRA)    | Sylvain André (FRA)  | Romain Mahieu (FRA)    |
| Femmes    |                       |                      |                        |
| Freestyle | Deng Yawen (CHN)      | Perris Benegas (USA) | Natalya Diehm (AUS)    |
| Racing    | Saya Sakakibara (AUS) | Manon Veenstra (NED) | Zoé Claessens (SUI)    |

### Tableau des médailles
| Rang  | Nation          | Or | Argent | Bronze | Total |
| ----- | --------------- | -- | ------ | ------ | ----- |
| 1     | France          | 1  | 1      | 2      | 4     |
| 2     | Australie       | 1  | 0      | 1      | 2     |
| 3     | Argentine       | 1  | 0      | 0      | 1     |
| 3     | Chine           | 1  | 0      | 0      | 1     |
| 5     | Grande-Bretagne | 0  | 1      | 0      | 1     |
| 5     | États-Unis      | 0  | 1      | 0      | 1     |
| 5     | Pays-Bas        | 0  | 1      | 0      | 1     |
| 8     | Suisse          | 0  | 0      | 1      | 1     |
| Total | Total           | 4  | 4      | 4      | 12    |